# Villamayor del Río
Villamayor del Río est une commune du municipio (municipalité ou canton) de Fresneña, situé dans le Nord de l’Espagne, dans la comarca (comté ou pays ou arrondissement) de Montes de Oca, dans la Communauté autonome de Castille-et-León, province de Burgos.
Sa population de 52 habitants en 2011 en faisait la commune la plus peuplée du municipio de Fresneña, mais ce n'est pas son chef-lieu administratif.
Le Camino francés du Pèlerinage de Saint-Jacques-de-Compostelle passe par cette localité.

## Culture et patrimoine

### Le Pèlerinage de Compostelle
Par le Camino francés du Pèlerinage de Saint-Jacques-de-Compostelle, le chemin vient de Viloria de Rioja.
La prochaine étape est Belorado.

### Patrimoine religieux
Église de San Gil Abad.

## Sources et références
- (es) Cet article est partiellement ou en totalité issu de l’article de Wikipédia en espagnol intitulé « Villamayor del Río » (voir la liste des auteurs).
- Grégoire, J.-Y. & Laborde-Balen, L. , « Le Chemin de Saint-Jacques en Espagne - De Saint-Jean-Pied-de-Port à Compostelle - Guide pratique du pèlerin », Rando Éditions, mars 2006,  (ISBN 2-84182-224-9)
- « Camino de Santiago St-Jean-Pied-de-Port - Santiago de Compostela », Michelin et Cie, Manufacture Française des Pneumatiques Michelin, Paris, 2009,  (ISBN 978-2-06-714805-5)
- « Le Chemin de Saint-Jacques Carte Routière », Junta de Castilla y León, Editorial Everest